# Gramma
Gramma è un genere di piccoli pesci d'acqua salata appartenente alla famiglia delle Grammatidae. Questo genere comprende quattro specie diverse:
- Gramma brasiliensis
- Gramma linki
- Gramma loreto
- Gramma melacara